# Igor Wijnker
Igor Johannes Wilhelmus Maria Wijnker (Anna Paulowna, 26 juni 1972) is journalist, fotograaf, schrijver, radiomaker en muzikant. Hij publiceerde onder meer in Het Parool, de Volkskrant, NRC Handelsblad, Trouw, Vrij Nederland, De Pers, Hard Gras, De Muur en Achilles.
In 2006 publiceerde hij als uitvloeisel van zijn gelijknamige serie in de Volkskrant het boek Onder Marokkanen - Een jaar bij FC Chabab dat goede kritieken kreeg en 4e werd in de strijd om de Nico Scheepmaker Beker. Zijn boek over de controversiële basketbalcoach Ton Boot verscheen in de lente van 2009. Het kwam ook uit bij Uitgeverij Nieuw Amsterdam en eindigde op de 3e plaats bij de verkiezing Sportboek van het jaar.
In april 2014 won hij de Groninger Persprijs met een verhaal over schrijver-columnist Nanne Tepper, dat werd gepubliceerd in Vrij Nederland.
In november 2017 kwam Rock City (Verhalen uit muziekstad Groningen) uit bij Uitgeverij Passage. Het is een bundel met documentaire-achtige verhalen over muzikanten en belangrijke Groningse muziekplekken zoals Vera en Het Viadukt. Sommige verhalen beslaan een periode van meerdere jaren.
In november 2018 begon Wijnker met Ieder verdient een boek, een schrijfdienst die boeken maakt voor particulieren en bedrijven. 
Sinds 2010 schrijft en zingt Wijnker Nederlandstalige liedjes. Die speelt hij o.a. bij de maandelijkse variété-show die hij met o.a. muzikant-schrijver Meindert Talma in Café Marleen op de planken brengt. Sinds de sluiting van dit café (op 1-1-2015) is de show elke tweede donderdag in de Kroeg van Klaas. Tegenwoordig leveren ook Kees de Vries alias De Kesanova (pseudoniem van Kees de Vries) en De Jonge Boschfazant (pseudoniem van Adriaan Bosch) bijdragen aan de show.
In februari 2018 kwam het lied Verloren land uit over de aardbevingen in Groningen. Het wordt gezongen door Eva Waterbolk.